# Bartłomiej Bodio
Bartłomiej Jarosław Bodio (ur. 24 sierpnia 1972 w Kędzierzynie-Koźlu) – polski przedsiębiorca, poseł na Sejm VII kadencji.

## Życiorys
Ukończył studia na Wydziale Gospodarki Narodowej Akademii Ekonomicznej we Wrocławiu (1996) oraz studia doktoranckie w Kolegium Zarządzania i Finansów Szkoły Głównej Handlowej w Warszawie (2009). Był prezesem zarządu firmy LCS w Międzynarodowym Porcie Lotniczym Katowice w Pyrzowicach. Objął też stanowiska prezesa zarządu w czterech kolejnych spółkach kapitałowych (m.in. „OZON GROUP”), zajął się również prowadzeniem restauracji w Wyszkowie.
W czerwcu 2011 wstąpił do nowo zarejestrowanego Ruchu Palikota. W wyborach parlamentarnych w 2011 kandydował z 1. miejsca na liście tej partii w okręgu wyborczym nr 18 w Siedlcach i uzyskał mandat poselski, otrzymując 8740 głosów. W 2012 został przewodniczącym Parlamentarnego Zespołu ds. Polityki Klastrowej.
W kwietniu 2013 zrezygnował z członkostwa w Ruchu Palikota i został posłem niezrzeszonym. W czerwcu tego samego roku wraz z innymi byłymi posłami RP Arturem Bramorą i Haliną Szymiec-Raczyńską założył koło poselskie Inicjatywa Dialogu; w lipcu Bartłomiej Bodio został jego przewodniczącym. Koło uległo samorozwiązaniu 11 grudnia tego samego roku po wstąpieniu wszystkich jego członków do klubu parlamentarnego Polskiego Stronnictwa Ludowego. W 2015 bez powodzenia kandydował z ramienia PSL do Senatu. W wyborach samorządowych w 2018 kandydował na prezydenta Ostrołęki, zdobywając 1% poparcia i zajmując piąte, ostatnie miejsce. W 2019 wystartował natomiast z ramienia ludowców do Sejmu.